# Néronde-sur-Dore
 Néronde-sur-Dore  es una población y comuna francesa, situada en la región de Auvernia, departamento de Puy-de-Dôme, en el distrito de Thiers y cantón de Lezoux.

## Demografía
| 224 | 239 | 275 | 336 | 422 | 475 |
| Para los censos de 1962 a 1999 la población legal corresponde a la población sin duplicidades (Fuente: INSEE [Consultar]) |     |     |     |     |     |